# ديانة قدماء المصريين

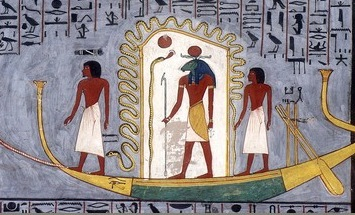
رع (الشمس) في رحلته الليلية في العالم التحتي عابرا من الغرب إلى الشرق.

رع Ra، إله الشمس

ديانة قدماء المصريين أو الديانة المصرية القديمة (بالإنجليزية: Ancient Egyptian religion) كانت عبارة عن نظام ديني مُعقد من المعتقدات والطقوس التي شكلت جزءاً لا يتجزأ من الثقافة المصرية القديمة، وقد تمحورت حول تفاعلات المصريين مع العديد من الآلهة التي يعتقد أنها موجودة وتسيطر على العالم، عُرف منها حوالي 1,500 إله، حيث يتم تقديم طقوس مثل الصلاة والقرابين للآلهة لكسب رضاهم.
تركزت الممارسة الدينية الرسمية على الفراعنة حكام مصر، والذي يُعتقد أنهم كانوا يمتلكون قوى إلهية بحكم مناصبهم، حيث عملوا كوسطاء بين الشعب والآلهة، وكانوا ملزمين بدعم الآلهة من خلال الطقوس والقرابين حتى يتمكنوا من الحفاظ على ماعت (النظام) وسير الكون ومنع حدوث إسفت (الفوضى)، كما خصصت الدولة موارد هائلة للطقوس الدينية وبناء المعابد.
يمكن للأفراد التفاعل مع الآلهة لأهدافهم الخاصة، وطلب المساعدة من خلال الصلاة أو إجبار الآلهة على القيام بشيء من خلال السحر، كانت هذه الممارسات مختلفة عن الطقوس والمؤسسات الرسمية ولكنها مرتبطة بها بشكل وثيق. أصبح التقليد الديني الشعبي أكثر بروزاً على مدار التاريخ المصري مع تراجع مكانة الفرعون. ويتجلى إيمان المصريين بالحياة الآخرة وأهمية طقوس الجنائز في الجهود الكبيرة التي يبذلونها لضمان بقاء أرواحهم بعد الموت وذلك من خلال توفير المقابر والتوابيت والقرابين للحفاظ على أجساد وأرواح المتوفي.
تعود جذور الديانة إلى عصور ما قبل التاريخ في مصر، واستمرت لمدة 3,500 عام إلا أنها تغيرت بمرور الوقت مع ارتفاع وتراجع أهمية آلهة معينة، وتغير علاقاتهم المعقدة وفي أوقات مختلفة، حيث برز بعض الآلهة على الآخرين، بما في ذلك إله الشمس رع، وإله الخصوبة آمون، وآلهة الأمومة إيزيس.
وفي فترة قصيرة، في اللاهوت الذي أصدره الفرعون أخناتون، حل إله واحد يدعى آتون، محل الصورة النمطية للآلهة المتعددة، تركت الديانة والأساطير المصرية القديمة وراءه العديد من الكتابات والآثار، إلى جانب تأثيرات كبيرة على الثقافات القديمة والحديثة.

## أسطورة الخلق
لا توجد في المعتقدات المصرية القديمة صورة وحيدة عن الخلق، حيث نشأ عدة تصورات في هذا المجال في المراكز المتمدينة في مصر مثل مدينة أون (عين شمس حاليا) والأشمونين، ومنف (دهشور)، وفي كل منها نشأت تصورات عن حركة الكواكب والشمس والقمر والنجوم والربط بينها وبين الديانة.

### تاسوع هليوبوليس
اعتقد كهنة مدينة أون وهي مركز عبادة الشمس بأسطورة للخلق تعود إلى إله الشمس المسمى أتوم كأب لجميع الآلهة. ويشكل أتوم مع ثمانية من أبنائه وأحفاده تاسوع هليوبوليس. في البدء يعتقد أن أتون خلق نفسه بنفسه باعتباره نشأ من فيضان أول كان يغمر الأرض برمتها. وبقوته استطاع إخراج هضبة فوق سطح الماء «تاتين» أو «بنبن» وبذلك استطاع أتوم أن يكون أول ما ظهر على الأرض. وبدأ بعد ذلك في خلق بقية الدنيا. فولد من جسمه ابنين هما شو إله الهواء ونوت إلهة السماء. ثم أنجبت نوت وزوجها شو أربعة أبناء، ولدين وبينتين، هم: أوزيريس وست، إيزيس ونيفتيس، وهم يمثلون أرض وادي النيل الخصبة وما يحيطها من صحراء.

### ثامون أشمون
يعد ثامون الأشمونين أقدم من تاسوع أون، وتبدأ بثمانية آلهة تتكون من أربعة أزواج كل منها يتكون من ذكر وأنثى. فمنهم الإلهة نون وناونت ويمثلان البحر أو الماء الأزلي، والزوج حوح وحاوحت ويمثلان الكون اللانهائي، والزوجان «كوك» و«كاوكت» وهم يمثلان الظلام الأبدي. والزوج الرابع منذ عصر الدولة الحديثة ويتمثلان في أمون و«أمونت» وهما يعتبران «الخفاء» والهواء. وطبقا لميثولوجيا الأشمونين تعتبر ذلك الزوج أم وأبا إله الشمس. وعم إله الشمس بضوئه على العالم وبذلك تمت مقومات الحياة على الأرض.

### ديانة منف
نشأت في منف أسطورة للخلق أخرى تنبع من الإله بتاح وهو إله العمال والمهندسين. وهذه الديانة تربط بين بتاح والشمس باعتبار أن بتاح جاء قبل الشمس حيث خلقها من لسانه وقلبه. وتعتبر ديانة منف أول دين يبني على مبدأ الخلق «بالكلمة» (في المسيحية: في البدء كانت «الكلمة»، وفي الإسلام: كن فيكون).

## تصور الكون

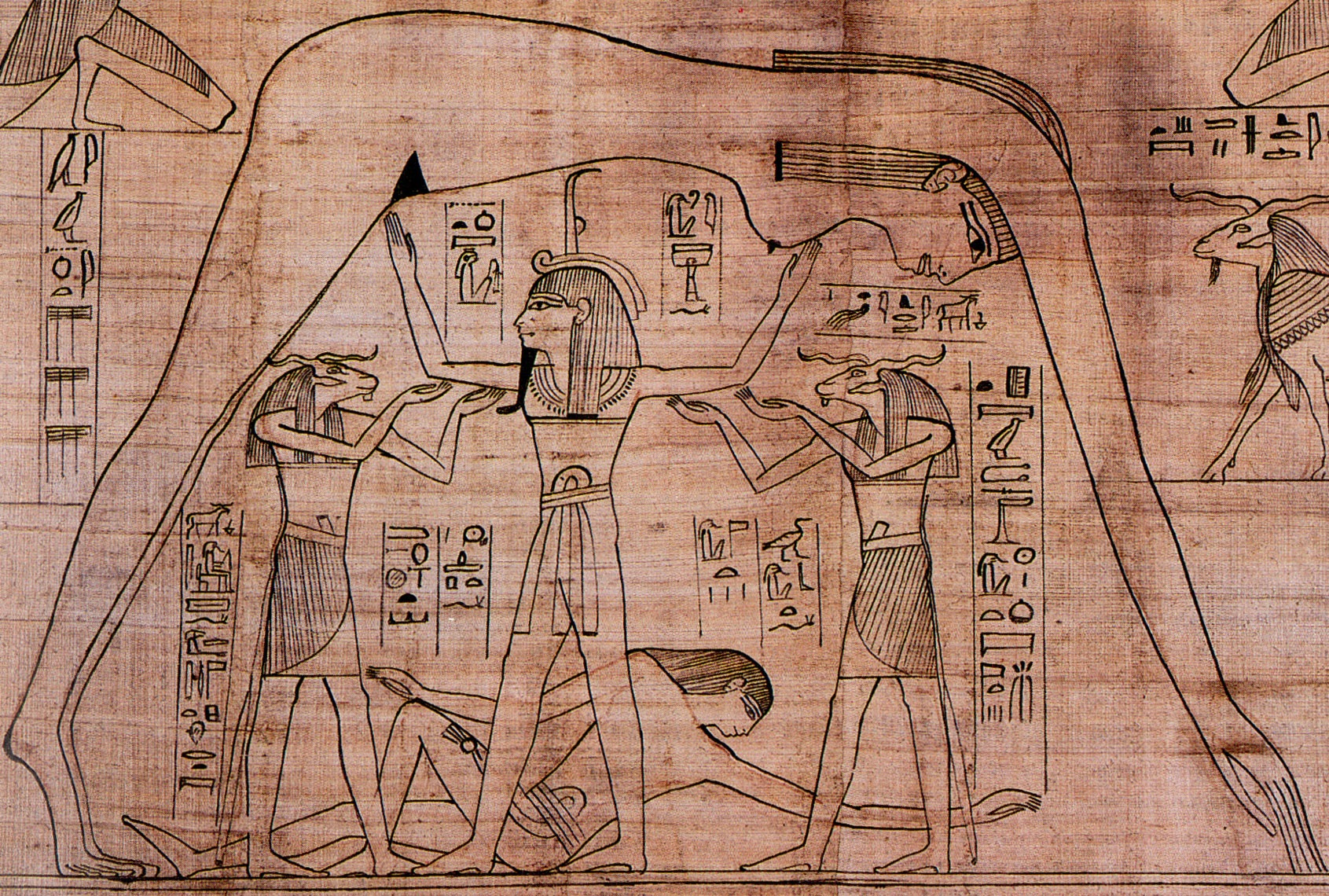
شو إله الهواء يساعده بعض الألهة الآخرين يرفع نوت إلهة السماء، ويرى جب إله الأرض مستلقيا.

تعطينا مخطوطات قدماء المصريين صورة عن تصورهم للكون  وعن نشأة مصر ونشأة الحياة، وديانة المصريين. فكان المصري القديم يعتقد في أن الكون عبارة عن قرص يتخلله النيل ويقسم الأرض إلى نصفين. ويشكل هذا القرص عالم الوجود حيث يعيش فيه الناس على ضفاف النيل. واعتقدوا أن القرص محمول على أربعة أعمدة عظام وتوجد تحتها العالم التحتي الذي يشكل صورة لما هو موجود في عالم الوجود. وفوقه تمثل الإلهة نوت السماء كقبة فوق الأرض وتتكئ عليها بذراعيها في الغرب ورجليها في الشرق. ويتخلل جسم نوت نيل سماوي يمر من الغرب إلى الشرق، وفيه تعبر الشمس صباحا أثناء النهار وتمر فيه النجوم ليلا. وطبقا للأسطورة تبتلع نوت الشمس كل مساء وتلدها صباح كل يوم من جديد. بذك يتحقق شروق الشمس وغروبها كل يوم، ونظرا لأن المصري القديم قد اعتبر أن مصر مركز الأرض فقد قسم باقي الأرض إلى أربعة جهات. في الشمال الحطييون والهكسوس وبعض بلدان سكان البحر الصغيرة. وفي الجنوب بلاد النوبة وبعدها صحراء أفريقيا. وفي الشرق كان البحر الأحمر، وأما في الغرب فكانت الصحراء الليبية وفيها كان يعيش بعض القبائل البدوية في ظروف صعبة من الحياة.

## أساطير أخرى

### مقتل أوزيريس

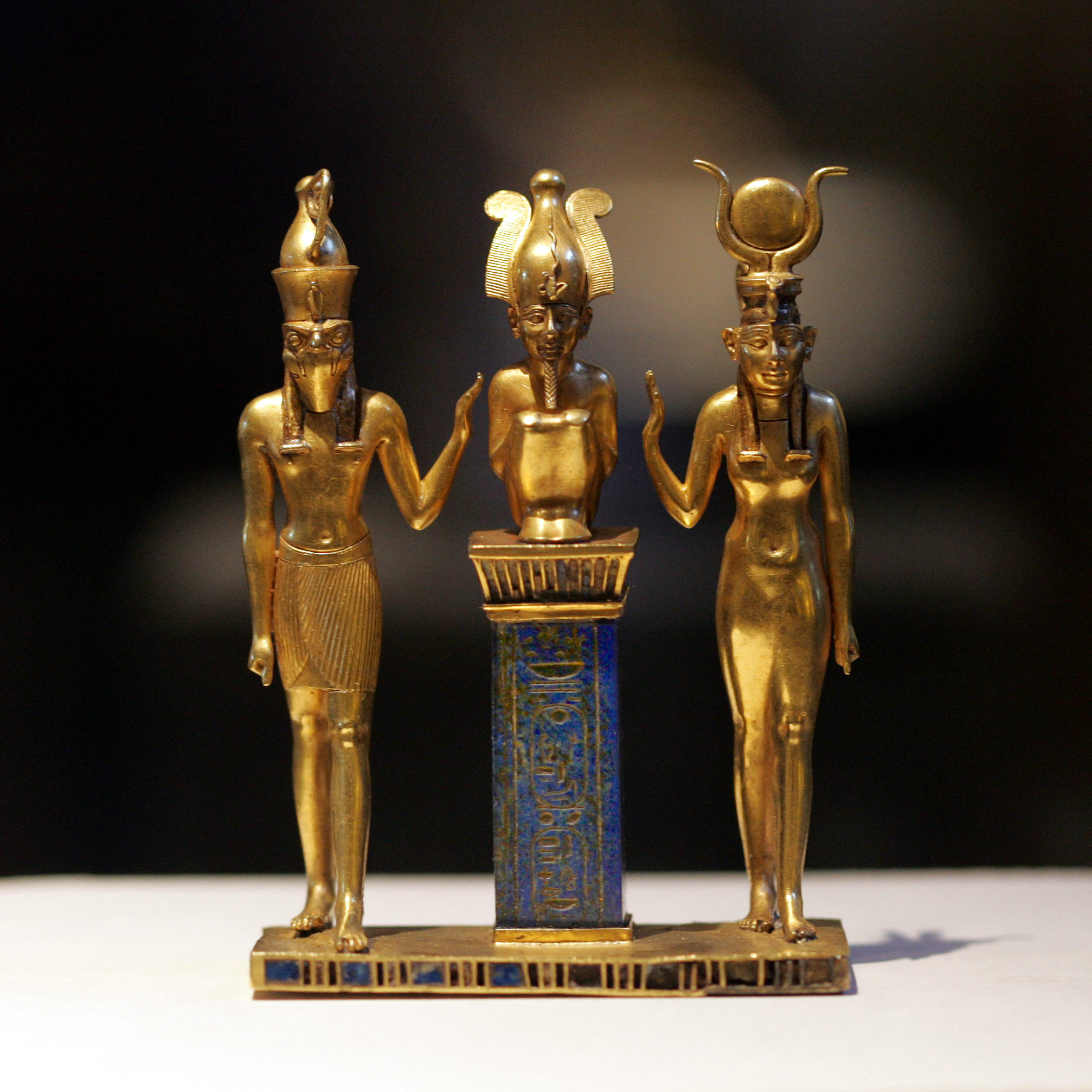
تميمة فيها حورس (إلى اليسار) وإيزيس (إلى اليمين) وفي الوسط أوزيريس.

كان الجيل الرابع من «تاسوع هليوبوليس» أصل نشأة أساطير مميزة في حياة المصري القديم.
فكان ست يكره أخية أوزيريس ففكر في خدعة لقتله. فحصل عل مقاسات جسم أخيه بدقة وعزمه على احتفال كبير وجاء خلال الحفلة بصندوق جميل كان قد صنعه على مقاس أخيه بالضبط، وأراد إهدائه إلى من يكون الصندوق على مقاسه. وجربه جميع الحاضرين فلم يكن مناسبا إلا لجسم أخيه أوزيريس. وبمجرد أن استلقى أوزريس نفسه في الصندوق فقفله ست على الفور وقام بصب الرصاص حوله لكي لا يخرج أوزريس منه، ثم رمى الصندوق بإخيه في النيل. وكانت إيزيس زوجة أوزريس حامل في هذا الوقت ولم تستطع الصراع مع ست، الذي استولى على حكم الدنيا جميعها. ثم وضعت إيزيس طفلها في الخفاء ووضعته كورب وتركته في مياه النيل حيث خافت أن يقضي عليه «ست» أيضا كما قتل أببيه من قبل. وكبر حورس حيث استلقاه بعض الناس على ضفاف النيل.
خلال تلك الفترة بدأت كانت إيزيس تبحث عن أوزيريس. وقص عليها أطفال ما فعله «ست» فيه. وعثرت إيزيس على الصندوق الذي فيه إوزريس عند «بيبلوس» حيث حجزه جذع شجرة، كان الفرعون «ملكارت» قد قام بإقامته كأحد أعمدة قصره. وتخفت إيزيس في صورة أحد خدمة القصر واستطاعت اكتساب ثقة الملكة. وبعدما قصت إيزيس قصتها على الملكة أشارت الملكة بأن يخرج الصندوق من خزانته. فأخدت إيزيس جسم زوجها أوزوريس وقرأت تعاويذ سحرية حتى أعادته إلى الحياة.
ولم يخفي ما فعلته إيزيس مع أوزريس على ست، وبكل ما لديه من قوة قام بقتله مرة أخرى وقسم أعضائه ووزعها في أنحاء مصر. وعملت إيزيس من جديد على انقاذ زوجها، فجمعت جميع أعضائه من المناطق المختلفة لإعادته إلى الحياة. ولكن اتضح لها أن أحد التماسيح قد التهم قضيب أوزيريس فلم يكن الجسم كاملا. وحاولت أيزيس تزويده بقضيب من الخشب فلم يفلح ذلك.
ولم يتحقق إعادة الروح إلى أوزيريس وبقي هو الحاكم في عالم الموتى. واستطاع ست بسط نفوذه على جميع البلاد.

### حرب الآلهة

الإله ست

نشأ حورس وسط الناس وعلم منهم أنه من أصول إلاهية وعرف من هم أمه وأبوه. فقرر أن ينتقم من عمه لأبيه وصمم على محاربته. وكان له في البدء أعوان كثيرين منهم نيفتيس الزوجة السابقة لست وتحوت وأنوبيس كما ساعدته بالطبع أمه إيزيس. وكان أن حررت أيزيس أحد أسرى حورس ولكن هذا الأسير اعتدى عليها وشق رأسها، ولكن تحوت بمهارته الطبية استطاع انقاذها من الموت، وعندها أنفض باقي الآلهة عن حورس.
وعانى الناس كثيرا من صراع الآلهة بعضهم ببعض لأنهم كانوا الجند التي دفع بها حورس وست ضد بعضها. وهجم حورس على النوبة وهي البلاد التي كان يحكم فيها ست واستطاع بجنوده المدججين بالسلاح، ويسمون «مسينو» واقترب من الانتصار الكامل على جيش ست هجم بنفسه على ست، ولكنه لم يستطع اخضاعه والانتصار عليه تماما وحدث حالة تعادل بينهما. ولكن حكم النوبة أصبح من نصيب حورس.

### عين حورس

عين حورس

كان الصراع بين حورس وست عنيفا وفقد حورس عينه إلا أن أمه إيزيس عالجتها له. وبعض المخطوطات تقول بأن تحوت هو الذي عالج حورس ورد إليه بصره حيث كانت العين اليسرى هي المصابة وهي تعتبر «عين القمر». وبذلك أصبح تحوت هو رمز المعالجة والوقاية من الأخطار. ولا تزال عين حورس ترسم على المراكب في النيل للحفاظ عليها من الأخطار وحتى يومنا هذا، وهي ترسم على ناحتي مقدمة المركب.
كما أن الفنان المصري القديم تفنن في تشكيل عين حورس كتميمة للحفظ من المخاطر والأرواح الشريرة. واستخدم في صنها موادا عديدة مثل سن الفيل والذهب.
واستخدم الكاتب المصري القديم عين حورس وأجزائها كرموز للكسور الحسابية مثل: 1/2، 1/4، و 1/8، و...حتى 1/64.

### انقسام العالم
عندما توقع رع فناء العالم بسبب الحرب الضارية بين حورس وست في الوقت الذي لا ينتصر فيه أحد ولا يريد أحد منهما وقف القتال، جمع باقي الآلهة للنظر في الأمر، وتحديد من من الاثنين يختاروه لتقلد عرش فرعون في العالم.
ولكن الآلهة لم تتفق وقرروا استشارة نيث إلاهة الحكمة للتوصل إلى حل. وقررت نيث أن يعتلي حورس العرش، ولكن ست لم يقبل هذا القرار وقرر الاستمرار في محاربة حورس. وأختير أوزيريس ليكون حاكما للعالم الآخر، ولكنه اشترط من جميع الآلهة أن يقبلوا قرار نيث.
بذلك حدث تقسيم للعالم، فأصبح حورس عندئذ حاكما على "الأرض السوداء" وهي مصر وأما ست فأصبح حاكما على "الأرض الحمراء" (ديشرت) " وهي مكونة من الصحراء التي تصعب فيها الحياة.

## تهديد فناء الإنسان
يروي نص وجد في مقبرة سنوسرت الأول أنه مر على الأرض وقت كانت تعيش فيه الألهة مع البشر وكان رع ملكا على الآلهة وعلى البشر. وعندما كبر رع في السن وأصبح ضعيفا تصارع الألهة وكذلك البشر على حكم الأرض حيث لاحظ البشر أيضا ضعف رع. ولكن رع عرف ما ينوي عليه الناس فجمع الآلهة واستشارهم كيف يخمدون تمرد البشر. وعقد اجتماع في الخفاء ولم يعلم الناس بهذا الاجتماع بين الآلهة. واجتمع الآلهة على رأي وتكلم نون نائبا باسم الآلهة: أن يبقى ابنه رع على العرش، وأن يرسل عينه والتي تسمى «عين رع» في صورة الإلهة سخمت إلى الناس للانتقام منهم وتأديبهم. وقبل رع القرار وأرسل ابنته حتحور في صورتها القاسية إليهم، بغرض قمع الناس وتأديبهم.
وتقمصت حتحور صورة اللبؤة الشرسة سخمت ودخلت وسط الناس وبدأت مذبحتها: فكانت تفترس أي من الأحياء أمامها وعاثت فيهم بكل عنف وشراسة. وعندما رأي رع روعة ما تفعله صعب الناس عليه إذ تجاوزت مذبحة «سخمت» كل الحدود المعقولة. ولكن عندما تتسيب سخمت على الناس فيصعب إرجاعها عما تقوم به. لذلك فكر رع في حيلة يرجعها بها:
أمر رع بتجهيز ألاف من أزيار النبيذ وخُلط ما فيها من نبيذ بمسحوق الهيماتيت الأحمر فأصبح النبيذ أحمر اللون مثل الدم. وسكب الألهة النبيذ كله في منطقة يعرفون أن سخمت سوف تذهب إليها على الأرض، وعندما رأت سخمت هذا السائل واعتقدت أنه دماء أناس زاد هيجانها وبدأت تشرب منه بنهم حتى شربت منه ما يكفي بحر بكامله. وأصبحت في حالة سكر فظيع بحيث لم تستطع التعرف على البشر وأصبح البشر بالنسبة لها كائنات لا يأتي منها ضررا.
وأصبح رع ضعيفا وفضل أن يعتزل الأرض، فصعد على ظهر نوت وهي في صورة بقرة وذهب معها إلى السماء. وتعلقت بقية الآلهة ببطن البقرة وذهبت بهم إلى السماء إلى النجوم. ومنذ ذلك الوقت انفصلت السماء عن الأرض وكذلك انفصلت الآلهة عن الناس وبقي العالم على الحال الذي هو عليه الآن. وبسبب هذا الصعود إلى السماء بواسطة بقرة السماء تعرف تلك الأسطورة «بكتاب البقرة السماوية»، واكتملت تلك الأسطورة في عهد الدولة الحديثة وكتبت، ووجدت تفاصيلها في مقبرة الفرعون سنوسرت الأول في إحدى الغرف الغرف الجانبية.

## اسطورة الدورة اليومية

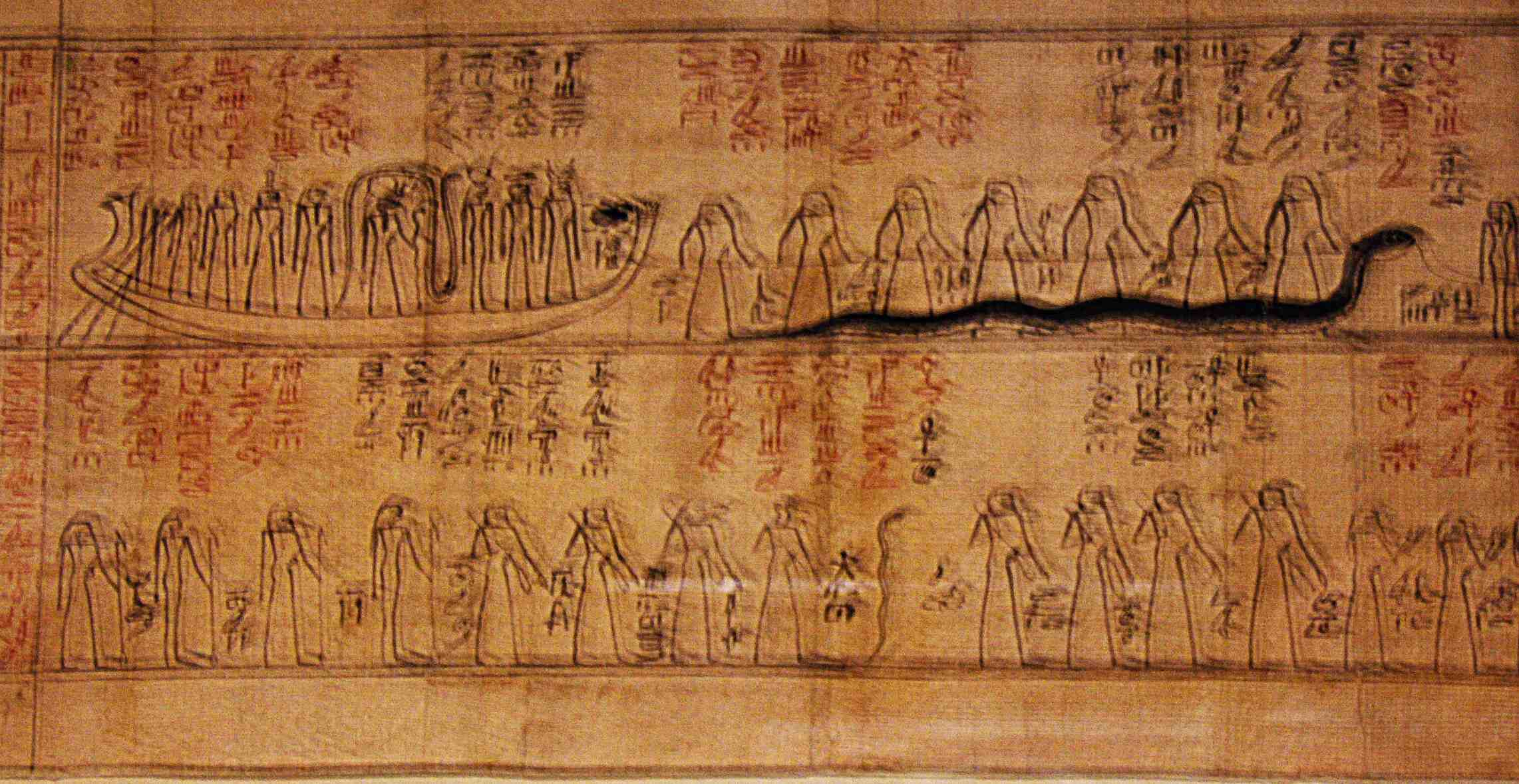
رحلة رع كل ليلة خلال العالم التحتي «دوات» وكفاحه ضد قوى الفوضى هناك لكي تظهر الشمس في الصباح من جديد على العالم. رع راكب مركب الشمس والأفعى أبوفيس تهرب منه

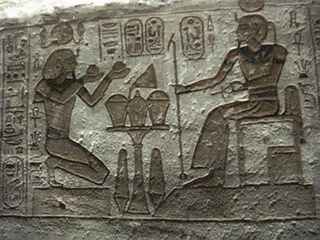
من معبد أبو سمبل، رمسيس الثاني يقدم قرابينا إلى رع.

هذه الأسطورة تشرح كفاح رع كل ليلة ضد قوى الفوضى والشر الممثلة في أفعى كبيرة تسمى أبوفيس حتى تستطيع الشمس (رع) الظهور في الصباح التالي في أعالي السماء.
ويعتبر رع إله الشمس، وعندما تختفي الشمس كل مساء يغير الإله رع طريقة انتقاله ويركب مركبا مقدسا يعبر به النيل تحت الأرض. ويعبر رع خلال تلك الرحلة 12 بوابة تمثل 12 ساعة هي عدد ساعات الليل (من 5 مساء وحتى الخامسة صباحا) في العالم التحتي، ويسمى هذا العام دوات، وهو يقاوم قوى الفوضى والأخطار التي تقابل مركبه الشمسي. ويقوم الإله ست بمساعدته خلال تلك الرحلة حيث يقف على مقدمة المركب ويهدد الأفعى أبوفيس برمحه حتى لا تقترب. وبعد تلك الرحلة كل ليلة في العالم التحتي يعود رع إلى الظهور من جديد في الصباح ويلقي بأشعته التي تمنح الحياة للبشر على سطح الأرض. هذا البعث لرع الممثل في ظهور الشمس كل صباح اعتبره المصري القديم كبعث للإنسان وعلامة على انتصار الإله رع على قوي الفوضى خلال رحلته الليلية.
وتزين البوابات الإثنى عشر جدران قبور الفراعنة خلال الدولة الحديثة بالألوان، وكانت تكتب أيضا على أوراق البردي في كتاب يسمى كتاب الآخرة (أمدوات)، وبصيغ مختصرة منه في الأسرات التي تلت حتى الأسرة 30 على الأقل . وتنقش بعض النصوص منه على توابيت الموتى وعلى الأخص خلال لفراعنة الاسرات 18 إلى 30 . كل باب من الكتاب ينتمي إلى ساعة محددة من ساعات الليل وما يحدث فيه في العالم السفلي.
وتشكل هذا الصراع بين رع والحية أفوبيس كل مساء منذ غياب الشمس في المساء وظهورها كل صباح أسطورة الدورة اليومية في المثولوجيا المصرية القديمة، وكانت تلك النصوص معروفة منذ الدولة القديمة، وخلال أسرات الدولة القديمة كانت تلك النصوص تكتب على جدران حجرات القبر وهي تعرف بـ نصوص الأهرام.
ظهرت عبادة رع (الشمس) في هليوبوليس في الشمال وارتبطت به عودة الدورة اليومية، ورمز له أحيانا ب رع-حوراختي (حورس وعلى رأسه قرص الشمس) خلال الاٍسرة الخامسة وبنيت له المعابد في عين شمس وفي أبوصير. ومن أهم رموزه المسلات التي كانت تشيد تكريما له وتطلى قمتها بالذهب. وصلت عبادة رع بعد ذلك إلى طيبة وأقيمت له عدة معابد هناك وعدة مسلات، وكان من ضمن ألقاب الملك الدائمة لقب «ابن رع». كما يكنى له رمسيس الثاني معبد أبو سمبل.